# 良序定理
在數學中，良序定理（英語：Well-ordering theorem），或稱 Zermelo 定理，表示「所有集合都可以被良排序」。一集合 {\displaystyle X} 被一個嚴格全序所良排序，如若對任意 {\displaystyle X} 之非空子集，在該序關係下均蘊含一個最大元。所有與選擇公理等價之命題，良序定理同 Zorn 引理 乃最重要的兩個陳述。該定理相當重要，超限歸納法藉由該定理方可作用于任意集合。

## 歷史
Cantor 认为良序定理是“思维的基本原理”。但是多数数学家发现，找到如实数集合 {\displaystyle \mathbb {R} } 这样的良序集合並非那麽容易。在1904年，Gyula Kőnig 声称已经证明了这种良序不能存在。几周之后，Felix Hausdorff 在他的证明中发现了一个错误。在此之後，Ernst Zermelo 引入了 “無可非議” 的选择公理，以证明良序定理。事實上在一階邏輯下，良序定理等价于选择公理，其中一个和 Zermelo-Frankel 集合論一起即可证明另一个；在二階邏輯下良序定理略強於選擇公理。
良序定理可給出似乎是悖论的推论，比如 Banach-Tarski 悖论。
關於選擇公理、Zorn 引理、良序定理，下面這句玩笑話在某種程度上説明了其直覺上之聯係：
「選擇公理顯然爲真，而良序原理顯然為假，那誰來說説 Zorn 引理？」

## 從選擇公理證明良序定理
證明如下。
設有欲良排序之任意集合 {\displaystyle A}，令 {\displaystyle f} 為 {\displaystyle A} 非空子集族的選擇函數。對任意序數 {\displaystyle \alpha }，定義 {\displaystyle A} 中的元 {\displaystyle a_{\alpha }} 為 {\displaystyle a_{\alpha }=f\left(A\backslash \left\{a_{\xi }\colon \xi <\alpha \right\}\right)} 當 {\displaystyle A\backslash \left\{a_{\xi }\colon \xi <\alpha \right\}} 非空，否則使 {\displaystyle a_{\alpha }} 未定義。此時，{\displaystyle a_{\alpha }} 選擇自 {\displaystyle A} 之元素所構成的集合，而尚未被排序（或者因爲 {\displaystyle A} 已然完全枚舉而未被定義）。接下來，定義 {\displaystyle A} 上的序關係 {\displaystyle <} 以 {\displaystyle a_{\alpha }<a_{\beta }} 當且僅當 {\displaystyle \alpha <\beta }（在序數間通常的良序下），此即所需之 {\displaystyle A} 上的良序，序類型 {\displaystyle \sup \left\{\alpha \colon a_{\alpha }{\mbox{ is defined}}\right\}}。

## 從良序定理證明選擇公理
證明如下。
為構建非空集之集族 {\displaystyle E} 上之選擇函數，對該集族取并為 {\displaystyle X=\bigcup _{A\in E}A}。{\displaystyle X} 存在良序；設該序關係為 {\displaystyle R}。對每個 {\displaystyle E} 中的元 {\displaystyle S}，規定選擇函數映之于 {\displaystyle S} 中在序關係 {\displaystyle R} 下的最大元。這樣就得到了所需的選擇函數。
證明中，一個必不可少的點在於，證明僅涉及唯一一個任意選擇，即 {\displaystyle R}；分別于 {\displaystyle E} 的每個元 {\displaystyle S} 應用良序定理并不一定可行，因爲良序定理僅聲明了良序之存在性，而為每個 {\displaystyle S} 賦予良序將要求簡單地對每個 {\displaystyle S} 選擇出一個元那麽多的選擇。特別地，如果 {\displaystyle E} 擁有不可數那麽多的集合，不借由選擇公理，進行不可數次的選擇在 ZF 集合論下不被允許。